# Mombatsu
Monbatsu (門閥) es el término del idioma japonés para la antigua aristocracia y nobleza japonesa. El sistema daimyo fue abolido con la Restauración Meiji. Sin embargo, esto no desmanteló todos los aspectos del sistema de clanes ni logró una reforma agraria exhaustiva. El Monbatsu persistió como un bloque reconocido que tenía influencia política, hasta el siglo XX.